# Seth Skyfire
Steve Adkins (Birmingham, 29 aprile 1979) è un ex wrestler statunitense.
È stato sotto contratto con la World Wrestling Entertainment, combattendo però solo nella federazione di sviluppo, la Ohio Valley Wrestling.

## Carriera

### Ohio Valley Wrestling (2005-2007)
Nel 2005, Adkins viene messo sotto contratto di sviluppo dalla WWE e viene mandato in OVW per ulteriore allenamento dove lotta con il nome di Seth Skyfire. Il 12 ottobre 2005, Skyfire vinse l'OVW Southern Tag Team Championship insieme a Chet the Jet sconfiggendo Chad & John Toland. Persero i titoli l'8 febbraio 2006 contro The Miz e Caylen Croft. Un mese più tardi, Skyfire sconfigge Aaron Stevens vincendo l'OVW Television Championship.
Verso metà 2006, Skyfire lottò in coppia con CM Punk e i due riuscirono anche a vincere i titoli di coppia il 28 luglio contro Shad Gaspard & JTG. Persi i titoli contro Deuce e Domino, Skyfire lottò anche contro Charles Evans e vinse di nuovo il Television Championship con il nome di El Aero Fuego, un lottatore mascherato. Dopo aver perso il titolo contro Mike Kruel e Shawn Osbourne che lo detenevano con la Freebird Rules, Skyfire venne licenziato a inizio 2007.

### Ring of Honor (2007-2008)
Dopo aver combattuto per la Ring of Honor, nel 2008 Adkins annuncia il suo ritiro dal mondo del wrestling.

## Titoli e riconoscimenti
Global Championship Wrestling
- GCW Heavyweight Championship (4)
- GCW United States Championship (2)
- GCW Intercontinental Championship (2)

Ohio Valley Wrestling
- OVW Southern Tag Team Championship (4 - 2 con Mac Johnson - 1 con Chet the Jet - 1 con CM Punk)
- OVW Television Championship (2)